# Районування
Районування (англ. zoning, regionalization, нім. Rayonierung f, Einteilung f) — (від фр. rayon) — поділ територій за певними ознаками — адміністративними, економічними, фізико-географічними, геологічними, гідрографічними, металогенічними (мінерагенічними), сейсмічними тощо.

## Загальний опис
Районування — це процес і результат розчленовування території на райони або виявлення, виділення і розмежування ареалів в будь-якому середовищі. Районуванню завжди передує конкретна мета — від зручності дослідження і відображення феноменів, що вивчаються, до розв'язання прикладних задач адміністративно-територіального поділу, управління, впливу на економіку при директивному або індикативному плануванні, проведення регіональної політики і тощо.
Районування — це також спосіб диференціації існуючих територіальних одиниць з урахуванням їх специфіки, наприклад районування сортів сільськогосподарських культур, цін і податків, заробітної плати тощо. Районування поділяють на одиничне і загальне. За одиничного використовується яка-небудь одна провідна ознака: компонент природного середовища або вид діяльності (галузь господарства). При загальному районуванні — поєднання ознак, що дозволяє виділяти комплексні або інтегральні райони за характерними поєднаннями природних або суспільних ознак. Результатом служить мережа районів, що відображає специфіку районованого простору і внутрішньо властиву територіальній організації ієрархічність геосистем. При цьому райони як одного, так і різних рівнів ієрархії повинні відповідати наперед заданим типологічним і класифікаційним характеристикам.